# Dois Portos
Dois Portos é uma povoação portuguesa do Município de Torres Vedras que foi sede da extinta Freguesia de Dois Portos, freguesia que tinha 36,58 km² de área e 1 995 habitantes (2016), e, por isso, uma densidade populacional de 54,5 hab/km².
A Freguesia de Dois Portos foi extinta (agregada) pela reorganização administrativa de 2012/2013, sendo o seu território integrado na União das Freguesias de Dois Portos e Runa.
Dois Portos foi sede, até 1855, do antigo concelho da Ribaldeira.

## População
| População da freguesia de Dois Portos | População da freguesia de Dois Portos | População da freguesia de Dois Portos | População da freguesia de Dois Portos | População da freguesia de Dois Portos | População da freguesia de Dois Portos | População da freguesia de Dois Portos | População da freguesia de Dois Portos | População da freguesia de Dois Portos | População da freguesia de Dois Portos | População da freguesia de Dois Portos | População da freguesia de Dois Portos | População da freguesia de Dois Portos | População da freguesia de Dois Portos | População da freguesia de Dois Portos | População da freguesia de Dois Portos |
| ------------------------------------- | ------------------------------------- | ------------------------------------- | ------------------------------------- | ------------------------------------- | ------------------------------------- | ------------------------------------- | ------------------------------------- | ------------------------------------- | ------------------------------------- | ------------------------------------- | ------------------------------------- | ------------------------------------- | ------------------------------------- | ------------------------------------- | ------------------------------------- |
| 1864                                  | 1878                                  | 1890                                  | 1900                                  | 1911                                  | 1920                                  | 1930                                  | 1940                                  | 1950                                  | 1960                                  | 1970                                  | 1981                                  | 1991                                  | 2001                                  | 2011                                  | 2016                                  |
| 2 859                                 | 3 132                                 | 3 587                                 | 3 620                                 | 3 776                                 | 4 105                                 | 4 404                                 | 4 020                                 | 4 102                                 | 3 761                                 | 3 168                                 | 2 788                                 | 2 394                                 | 2 153                                 | 2 124                                 | 1 995                                 |

## Património
- Igreja de São Pedro de Dois Portos
- Santuário de Nossa Senhora dos Milagres
- Ermida de Nossa Senhora da Purificação
- Quinta do Hespanhol